# Anne Lamott

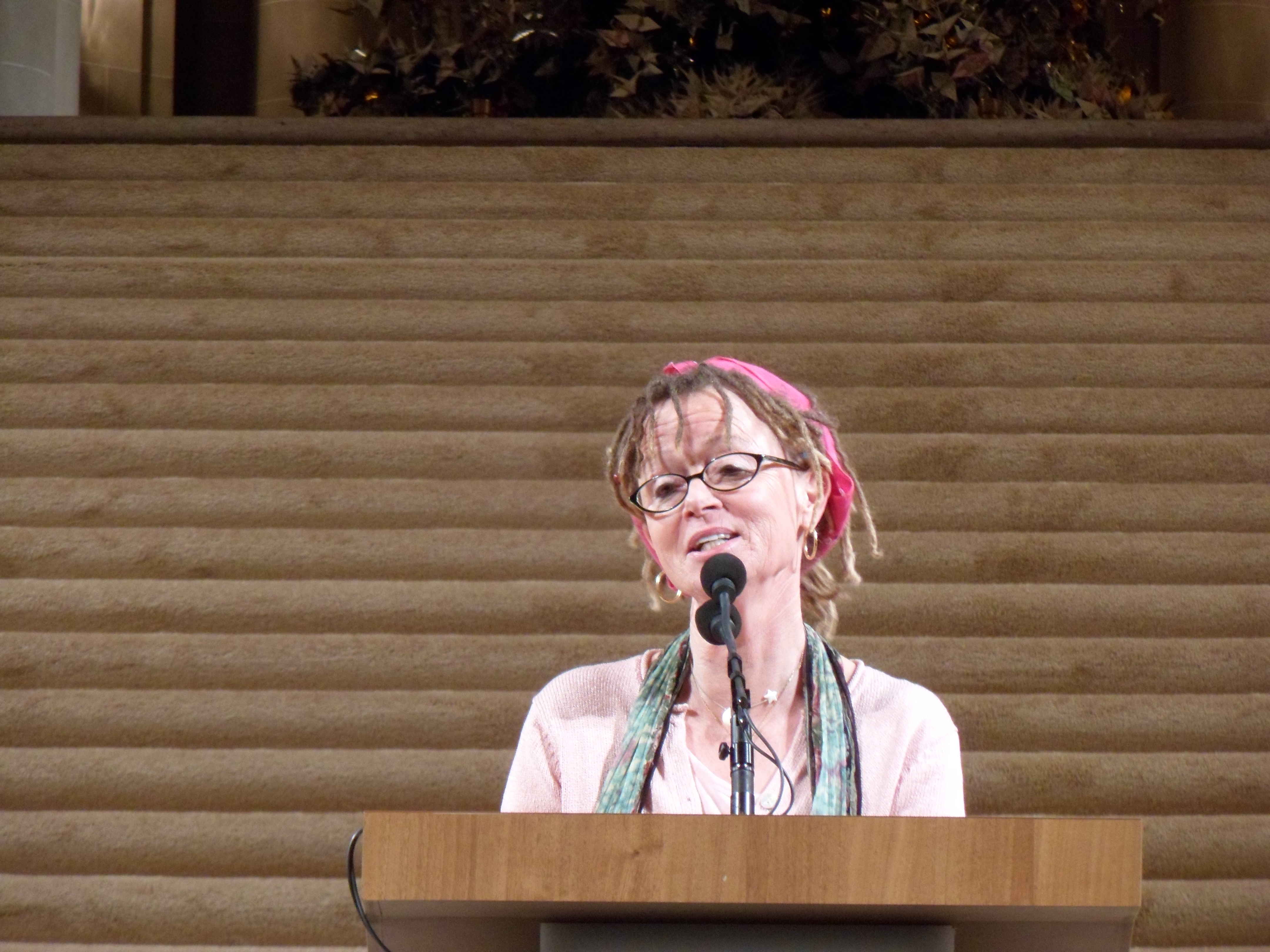
Anne Lamott en 2013 in San Francisco

Anne Lamott (nacida el 10 de abril de 1954) es una novelista estadounidense. También es una activista política, conferenciante y profesora de escritura. Basados en San Francisco Bay Area, sus trabajos son principalmente autobiográficos. Marcados por su humor autocrítico y franqueza, las obras de Lamott cubren temas como el alcoholismo, ser una madre soltera, depresión y cristianismo.

## Biografía
Lamott nació en San Francisco, y se graduó en la escuela de Drew. Su padre, Kenneth Lamott, también era escritor. Su muerte fue el foco de su primera novela publicada, Hard Laughter. Tiene un hijo, Sam, nacido en 1989 y un nieto, Jax.
La vida de Lamott fue documentada en el documental de Freida Lee Mock, Bird by Bird with Annie: A Film Portrait of Writer Anne Lamott. Debido al documental y sus seguidores en Facebook y otras redes en línea, a menudo se llama "la escritora de la gente".

Lamott ha explicado por qué escribe: 
Intento escribir los libros con los que me gustaría encontrarme, que sean honestos, que toquen temas de la vida real, transformación espiritual, familias, secretos, asombro, locura, y que puedan hacerme reír. Cuando estoy leyendo un libro así, me siento viva y profundamente aliviada por estar en la presencia de alguien que compartirá la verdad conmigo, y me arrojará un poco de luz, e intento escribir este tipo de libros. Los libros, para mi, son una medicina.
Lamott ha sido descrita como alguien que captura muy bien el estilo de la narración no ficcional, llamado particularismo, un término acuñado por Howard Freeman.